# معاداه السعوديه
1. تحويل الاحتياجات ضد السعوديه